# Състезание за овчарски кучета
Състезанията за овчарски кучета (или изпитания на овчарски кучета; на английски: Sheepdog trial) са вид кучешки спорт. При тях овчарски кучета направляват малки групи овце в рамките на неголям терен. Овцете заобикалят огради, преминават през порти, или биват вкарвани в заграждения единствено и благодарение на кучетата, които се наставляват от стопаните им. Такива състезания са особено популярни в Обединеното кралство, Ирландия, Австралия, Южна Африка, Канада, САЩ, Нова Зеландия и други страни в които има силно развито овцевъдство.
На някои състезания се допускат само кучета от утвърдени овчарки породи (Бордър коли, Австралийско келпи и пр.), при други се позволява участие на всяко куче, което е преминало необходимото обучение.

## История
Предисторията на тези състезания най-вероятно е свързана със селскостопанските изложения, провеждани от векове в Обединеното кралство. Смята се че настоящия формат на състезанията идва от граничния район между северна Англия и южна Шотландия. Въпреки това първото записано състезание за овчарски кучета е проведено в Бала, Северен Уелс, през 1873 г. .